# Любовь — это идеальное преступление

«Любовь — это идеальное преступление» (фр. L'amour est un crime parfait) — франко-швейцарский фильм в жанре триллера, снятый в 2013 году режиссёрами Арно и Жаном-Мари Ларьё по роману Филиппа Джиана «Происшествия» (фр. Incidences). Премьера состоялась на фестивале в Торонто 6 сентября 2013 года, во французском прокате c 15 января 2014 года.

## Сюжет
Марк, профессор литературы, преподающий в Лозаннском университете, живёт со своей сестрой Марианной в горах. Между сестрой и братом, занимающими каждый свою половину шале в горах, возможно, существует любовная связь.
За Марианной, работающей библиотекарем в университете, ухаживает Ришар, начальник Марка. Двое мужчин даже не скрывают свою взаимную антипатию. За Марком закрепилась слава университетского соблазнителя, завязывающего романтические отношения со своими ученицами, и он знает, что руководство внимательно следит, подмечая даже его малейшие ошибки.
Одна из его учениц, Барбара, приглашена Марком на свидание. После ночи, проведённой у него дома, Барбара исчезает, а Марк обнаруживает, что страдает амнезией. Через несколько дней в университете профессор встречает молодую привлекательную женщину Анну, которая представляется мачехой пропавшей девушки. Анна пытается что-либо разузнать о судьбе Барбары, но, по её словам, не находит понимания у руководства университета.
Анна становится любовницей Марка. Марк отвергает Анни, студентку, которая пытается соблазнить его и чей отец является одним из влиятельных людей, связанным с преступным миром. Марианна же уступает ухаживаниям Ришара, чтобы её брат мог сохранить свою работу.
Марка избивают двое громил, нанятых отцом Анни. Марк считает, что нашёл в Анне женщину своей жизни, но уступает натиску молодой девушки.
Возвращаясь со «скандинавской вечеринки» в доме Ришара, куда он был приглашен вместе со своей сестрой, Марк испытывает сильную головную боль, у него идёт кровь из носа. Автомобиль Марка останавливает офицер полиции. Во время разговора с ним Марк отключается и не помнит того, что он делал дальше. Он просыпается спустя некоторое время в постели Анны и думает, что пережил кошмар, и на самом деле ему всё привиделось.
Но на обратном пути он обнаруживает в багажнике своей машины труп полицейского и понимает, что тот умер от сердечного приступа. Он отправляется в горы, чтобы сбросить тело полицейского в пропасть и случайно обнаруживает труп Барбары, который он принёс сюда несколько дней назад.
Анна и Марк отправляются на уик-энд в гостиничный комплекс. По их приезде туда Марку звонит Анни и предупреждает его, что Анна — офицер полиции. Марк понимает, что для него всё кончено. Он рассказывает Анне, где можно найти тело Барбары, также он рассказывает о том, что в детстве поджёг дом, в пожаре погибли его родители, которые издевались над Марком и Марианной. Он отпускает Анну и обещает сдаться полицейским, которые окружили гостиничное бунгало. Марк кончает жизнь самоубийством: включив газовый камин без огня, он прикуривает от зажигалки, происходит взрыв.

## В ролях
- Матьё Амальрик — Марк
- Сара Форестье — Анни
- Майвенн Лё Беско — Анна
- Карин Виар — Марианна
- Дени Подалидес — Ришар
- Марион Дюваль — Барбара
- Дамьен Дорса — Жак, молодой инспектор полиции
- Ксавье Бовуа — эпизод

## Съёмки
Сценарий фильма был написан братьями Арно и Жаном-Мари Ларьё по роману Филиппа Джиана «Происшествия» (2010). Режиссёров привлекли красота места действия, неоднозначный герой, смесь литературы и эротики — те элементы, которые прекрасно перекладываются на язык кинематографа.
Исполнителя главной роли братья Ларьё выбирали из нескольких актёров и в конце концов остановились на Матьё Амальрике, за несколько лет до того сыгравшего в их фильме «Последний романтик планеты Земля». По мнению братьев Ларьё, именно Амальрик мог лучше всего перевоплотиться в главного героя, «балансирующего, словно канатоходец над пропастью».
Съёмки фильма проходили с февраля по апрель 2013 года. Они проходили в Межев, кантоне Во в Швейцарии, в Шардонне, недалеко от виноградников Лаво, в Невшателе, на склонах Юнгфрау и в недавно возведённых зданиях мультимедийного центра Федеральной политехнической школы Лозанны. Монтаж был завершен к 1 августу 2013 года. Производственное название картины — Perfect Crime Love — летом сменилось на Hell the Young Girls, потом, в начале сентября, перед кинофестивалем в Торонто, он получил название «Любовь — это идеальное преступление».

## Критика
Американские журналы, давшие первые отзывы на новую картину братьев Ларьё — The Hollywood Reporter и Variety — назвали её современным «хичкоковским триллером», авторы критических отзывов усмотрели в этой ленте связь с романами Патриции Хайсмит. Отдельно была отмечена актёрская работа Матьё Амальрика, достоинства которого «нервная энергия и интеллект» (Variety) сыграли не последнюю роль в успехе картины. Также обратили на себя внимание критиков работа оператора-постановщика Гийома Дефонтена и «мрачная партия синтезаторов» группы «Караваджо».
По мнению Евгения Ухова (Film.ru), фильм Ларьё — «выгодно отличающийся от шаблонных голливудских собратьев франко-швейцарский триллер прежде всего завораживает альпийскими склонами и необычными аудиториями университета. Сюжет не столь безупречен, но и от него можно получить удовольствие». Лидия Маслова высоко оценила игру Амальрикa..